# Liễu Đô
Liễu Đô là một xã thuộc huyện Lục Yên, tỉnh Yên Bái, Việt Nam.

## Địa lý
Xã Liễu Đô nằm ở phía đông huyện Lục Yên, có vị trí địa lý:
- Phía đông giáp xã Vĩnh Lạc
- Phía tây giáp thị trấn Yên Thế
- Phía nam giáp các xã Minh Tiến, Tân Lập, Phan Thanh
- Phía bắc giáp xã Minh Xuân và xã Mường Lai.

Xã Liễu Đô có diện tích 21,43 km², dân số năm 2019 là 4.410 người, mật độ dân số đạt 206 người/km².

## Lịch sử
Trước đây, xã Liễu Đô là một phần của xã Toàn Thắng.
Ngày 13 tháng 11 năm 1965, Bộ Nội vụ ban hành Quyết định số 405-NV về việc:
- Chia xã Toàn Thắng thành hai xã Minh Xuân và Liễu Đô.
- Xã Liễu Đô gồm toàn thôn Hồng Quang (tức xã Liễu Đô cũ).